# پل نیو ریور گرج

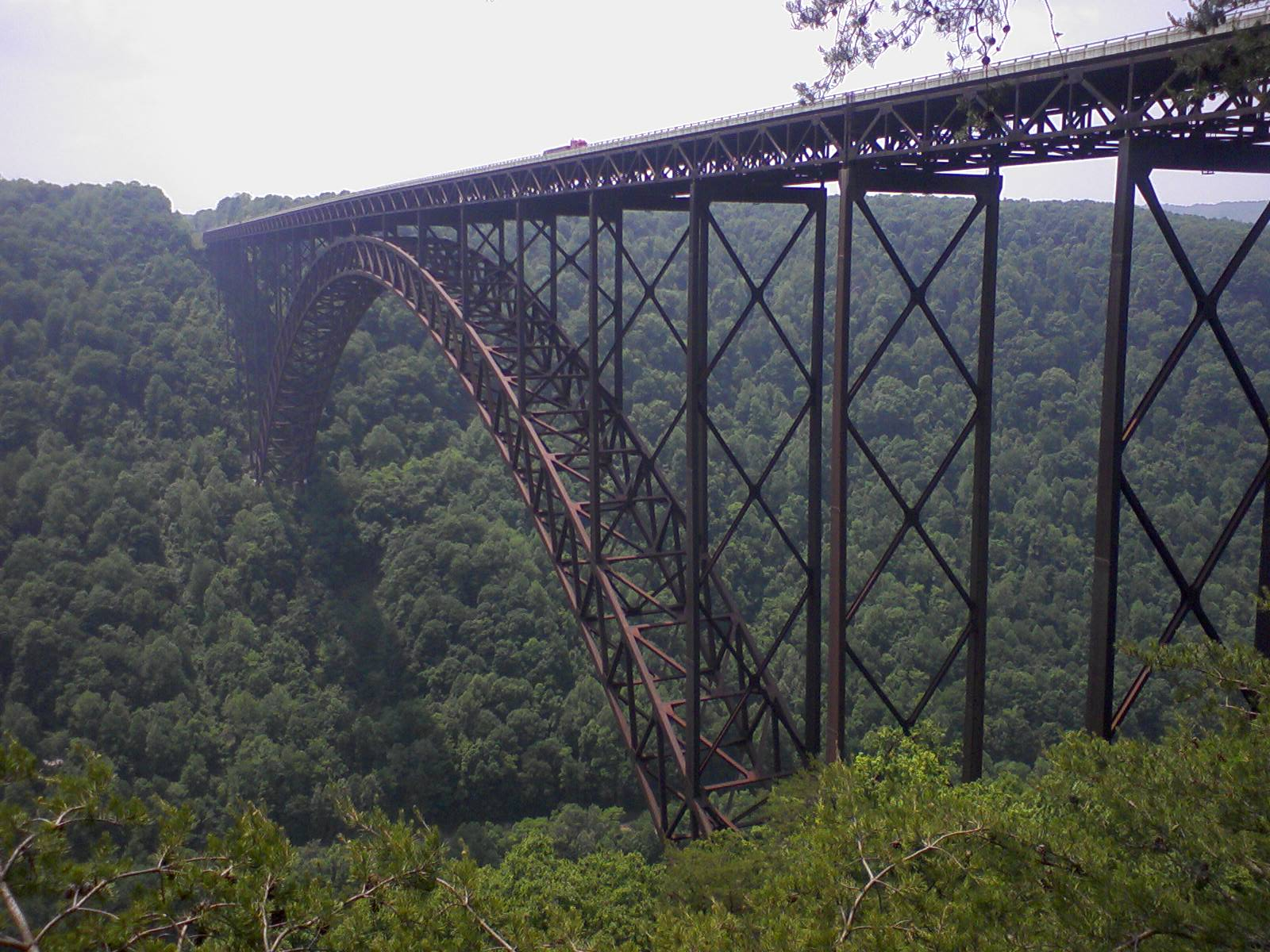

پل نیو ریور گرج (به انگلیسی: New River Gorge Bridge) پلی در ایالت ویرجینیای غربی واقع در کشور ایالات متحده آمریکا است.
این پل با ۹۲۴ متر طول و ۲۶۷ متر ارتفاع از کف دره، دومین پل بلند جهان است.

## نگارخانه

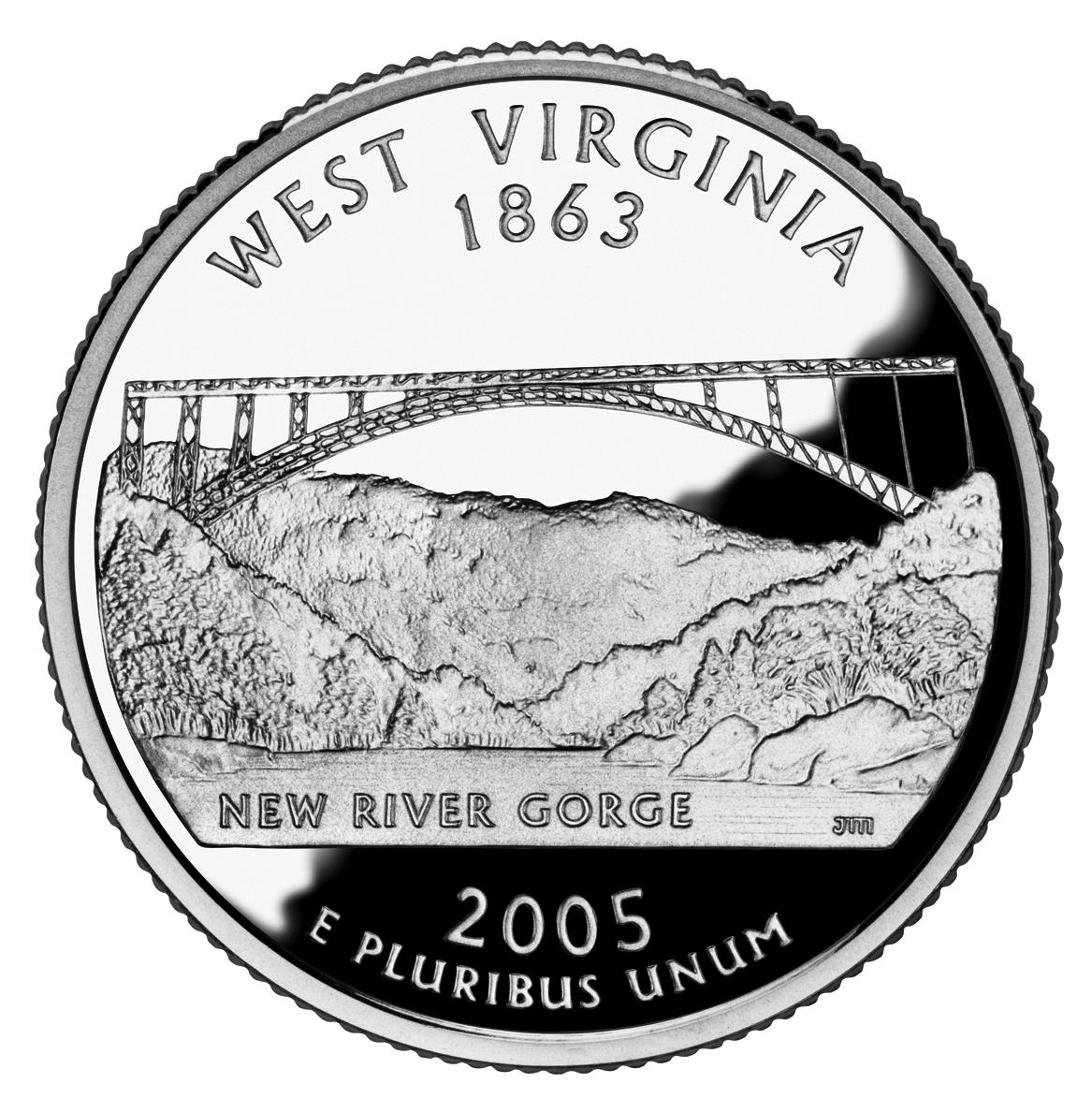
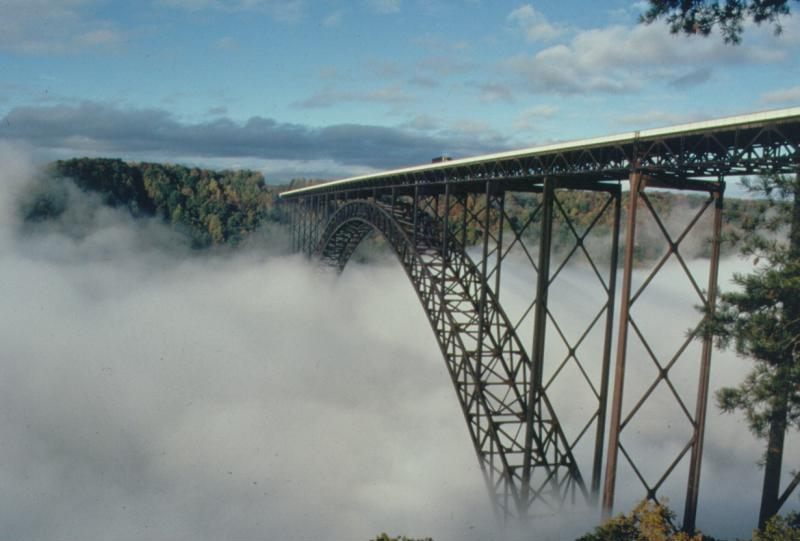
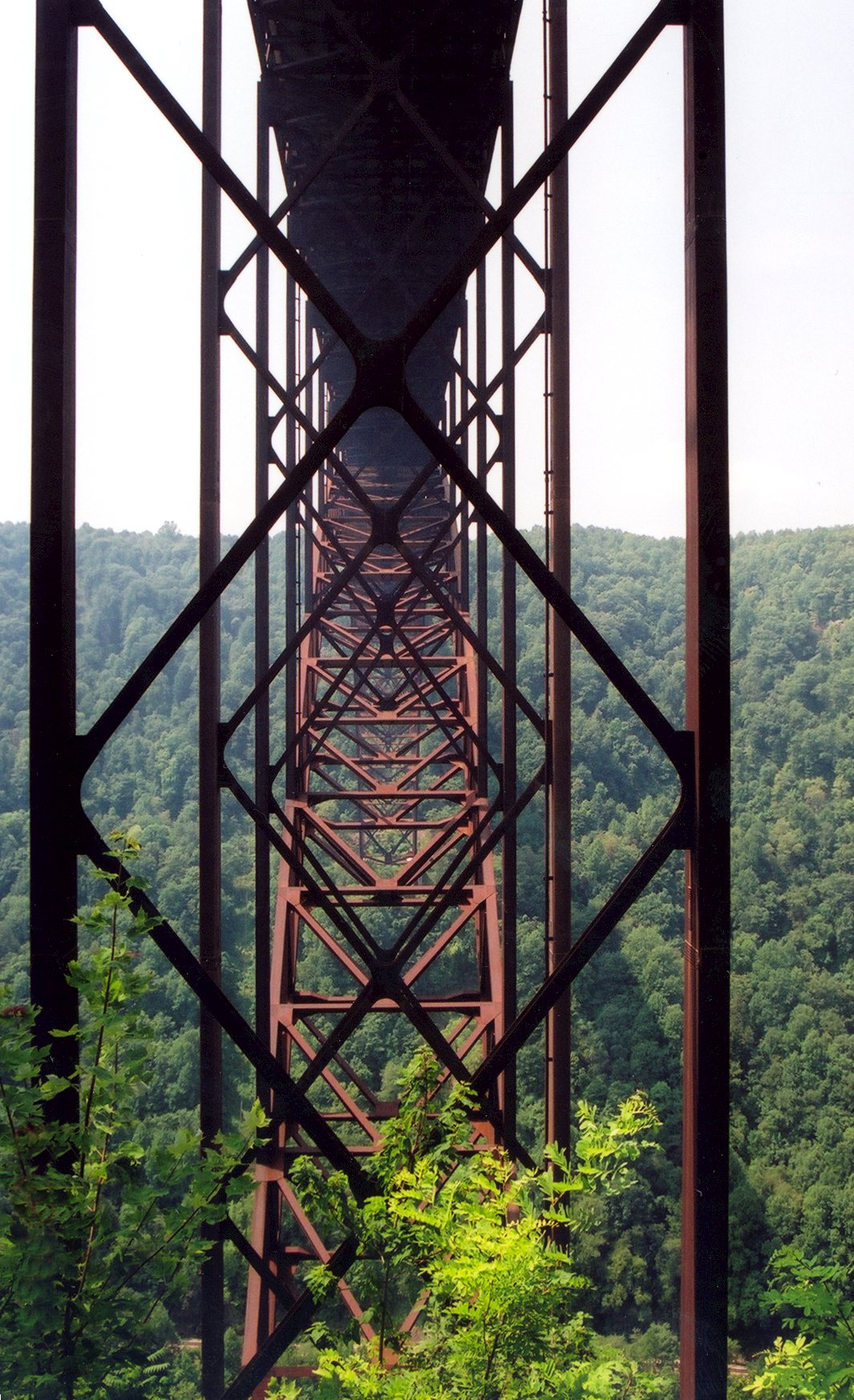
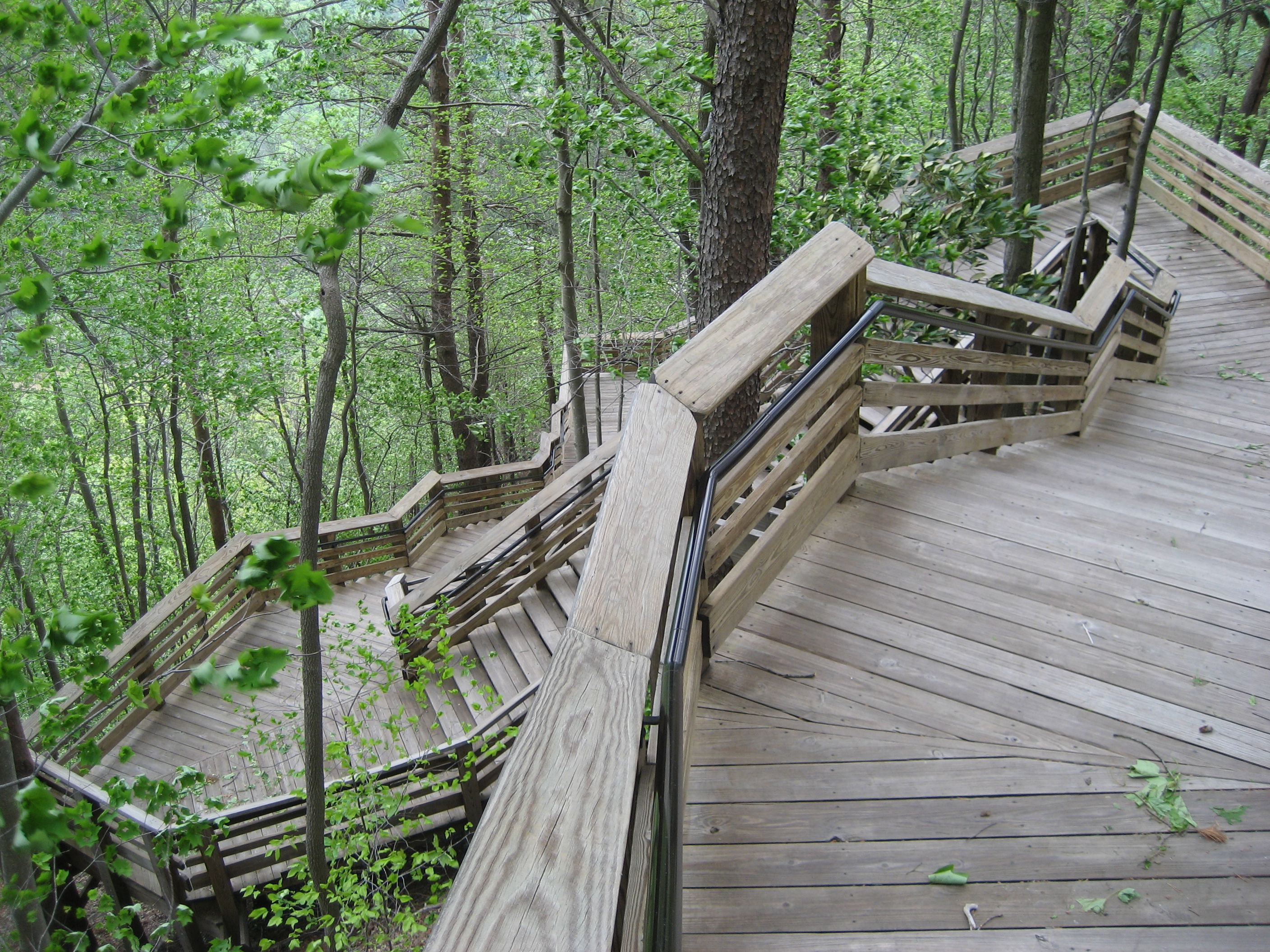
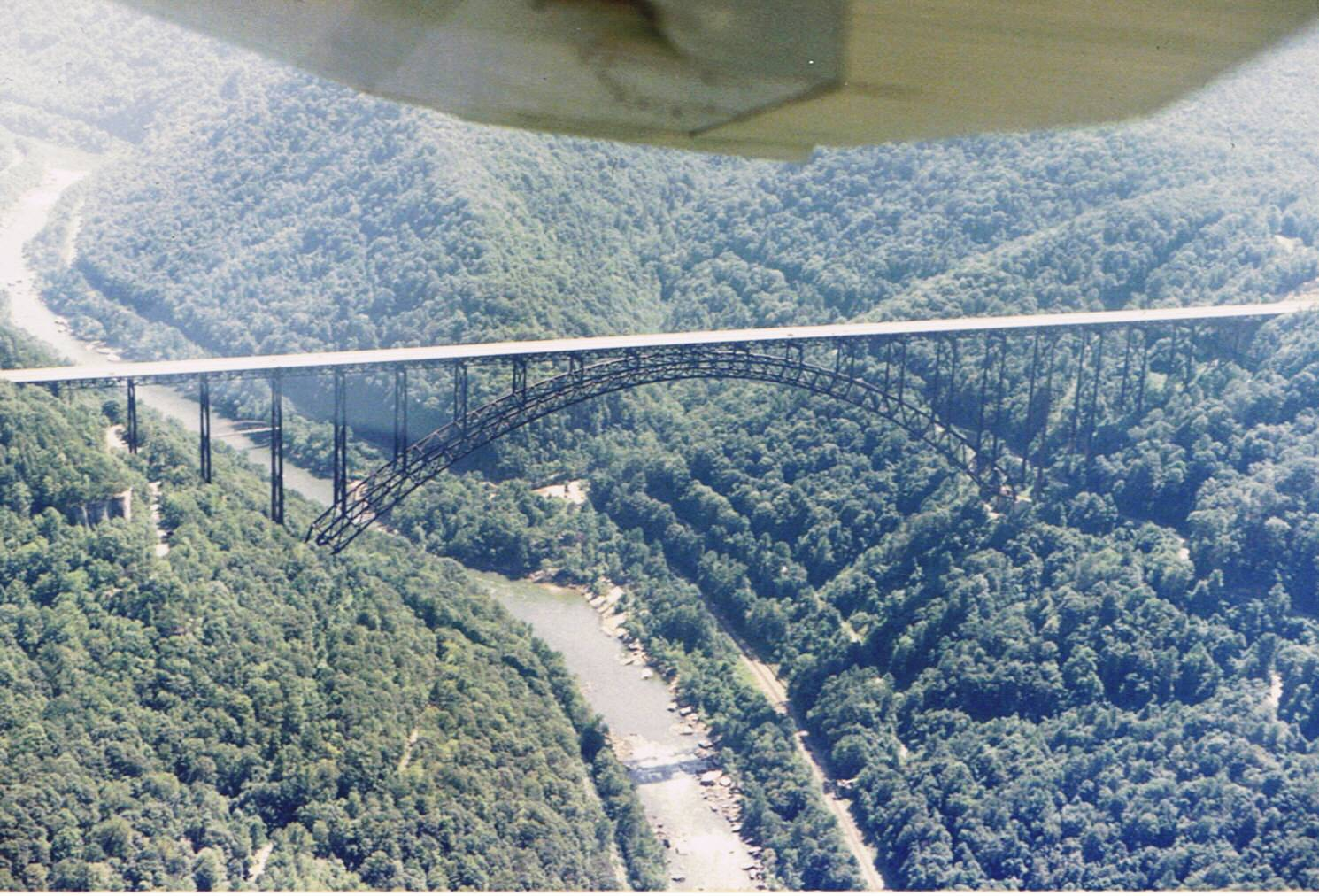